# Соколан Іван Антонович
Іван Антонович Соколан (нар. 5 серпня 1944, село Золота Балка, тепер у складі села Солонцюватка Бобринецького району Кіровоградської області) — український радянський діяч, тракторист радгоспу імені Рози Люксембург Бобринецького району Кіровоградської області. Депутат Верховної Ради УРСР 8-9-го скликань.

## Біографія
Народився у родині колгоспників. У 1960—1962 роках — робітник радгоспу імені Рози Люксембург Бобринецького району Кіровоградської області.
У 1962—1963 роках — учень Бобринецького сільського професійно-технічного училища. У 1963 році працював трактористом радгоспу імені Рози Люксембург Бобринецького району.
У 1963—1966 р. — служба в Радянській армії.
З 1966 р. — тракторист радгоспу імені Рози Люксембург Бобринецького району Кіровоградської області. У 1970 році закінчив Бобринецьку заочну середню школу.
Член КПРС з 1974 року.
Потім — на пенсії у селі Сугокліївці Бобринецького району Кіровоградської області.

## Нагороди
- ордени
- медаль «За доблесну працю. На ознаменування 100-річчя з дня народження Володимира Ілліча Леніна»
- медалі